# Tapul
Tapul là một đô thị ở tỉnh Sulu, Philippines. Theo điều tra dân số năm 2000, đô thị này có dân số 14.881 người trong 2.117 hộ.

## Các đơn vị hành chính
Tapul được chia thành 15 barangay.
- Alu-Kabingaan
- Banting
- Hawan
- Kalang (Pob.)
- Kamaunggi
- Kanaway
- Kanmangon
- Kaumpang
- Pagatpat
- Pangdan
- Puok
- Sayli
- Sumambat
- Tangkapaan
- Tulakan